# Yadin Dudai
Yadin Dudai (Tel Aviv, 8 de diciembre de 1944) es un neurocientífico y educador israelí. Se de desempeña como profesor (emérito) de Neurobiología en el Instituto Weizmann de Ciencias en Rehovot, Israel, y Profesor Distinguido Global de Ciencias Neurales de la Familia Albert y Blanche Willner en la Universidad de Nueva York (NYU).

## Biografía
Nació en Tel Aviv, Israel, en una familia que en su mayor parte fue asesinada en el Holocausto en Lituania y Polonia.
Después de trabajar como periodista profesional y editor de noticias para un importante diario israelí, y de leer filosofía y estudios de Oriente Medio en la Universidad de Tel Aviv, pasó a estudiar bioquímica y genética, con suplementos de historia moderna, en la Universidad Hebrea de Jerusalén. Recibió su B.Sc. (con honores) de la Universidad Hebrea y su Ph.D. del Instituto Weizmann de Ciencias, donde estudió química de proteínas y biofísica, y realizó sus estudios postdoctorales en el Instituto de Tecnología de California, donde formó parte del equipo de Seymour Benzer que fue pionero en el análisis neurogenético de los mecanismos de la memoria.
A lo largo de los años, ha sido académico residente en los Institutos Nacionales de Salud y profesor invitado en la Universidad de Columbia, la Universidad de Harvard, la Universidad de Yale, la Universidad de Edimburgo, el Collège de France, la Universidad de Boston y la Universidad de Nueva York (NYU).

## Investigación
Sus intereses de investigación abarcan la neurobiología del aprendizaje y la memoria, la memoria como concepto y como facultad del cerebro, y las interrelaciones entre ambos. También le interesa la memoria colectiva y la evolución de los "órganos culturales", como el cine. Ha contribuido en aspectos como la comprensión de los mecanismos cerebrales y conductuales del aprendizaje y la memoria, particularmente aquellos relacionados con la consolidación y persistencia de la huella mnémica, y de la evolución y el papel de los conceptos de memoria en la ciencia y la cultura en general.
Entre las contribuciones realizadas por el y sus colaboradores: la identificación del primer mutante de aprendizaje, utilizando Drosophila, que fue una prueba de concepto crítica para el análisis neurogenético de la memoria; descubrimiento de la consolidación en la mosca de la fruta, haciéndola susceptible de análisis genético y demostrando la universalidad de la consolidación; disociación del efecto de mutaciones de un solo gen sobre la codificación frente a la consolidación; y la hipótesis basada en datos de que las consolidaciones persisten mucho después de que se considera que han terminado, lo que explica los cambios continuos en la estabilidad y veracidad de la memoria.
Tiene más de 210 publicaciones profesionales en el campo del cerebro y la memoria. Si bien es conocido principalmente por su trabajo sobre el aprendizaje y la memoria, también es uno de los fundadores del campo de la neurogenética de la plasticidad del comportamiento cuando estaba en el grupo de Seymour Benzer.

## Premios y honores
Recibió el Premio IPSEN 2013 por logros destacados en la investigación de la memoria, junto con Richard Morris y Timothy Bliss. Fue elegido miembro de EMBO en 2014 y el mismo año se convirtió en miembro de la Academia de Ciencias y Humanidades de Israel, de la cual preside la División de Ciencias desde 2019. En 2013, se convirtió en miembro de la Asociación Estadounidense para el Avance de la Ciencia.

## Libros seleccionados
- Dudai, Y (1989) La neurobiología de la memoria: conceptos, hallazgos, tendencias . Oxford: prensa de la Universidad de Oxford. ISBN 0-19-854229-1
- Dudai, Y (2002) Memoria de la A a la Z, palabras clave, conceptos y más . Oxford: Prensa de la Universidad de Oxford. ISBN 0-19-850267-2
- Kandel, ER, Dudai, Y y Mayford, MR (eds.) (2016) "Aprendizaje y memoria". Nueva York: Cold Spring Harbor Press. ISBN 9781621821601